# NBA 2K12
NBA 2K12 è un videogioco di basket NBA prodotto dalla 2K Sports. Il testimonial scelto per questa edizione è come per l'edizione precedente, Michael Jordan.

## Modalità di gioco
Oltre alla classica Partita Veloce, è presente la modalità Associazione che permette di interpretare il ruolo di General Manager nel campionato NBA, gestendolo sia amministrativamente che tecnicamente.
Altra modalità storica della serie è Il Mio Giocatore che ora permette anche di impersonare un giocatore conosciuto portandolo a essere una stella NBA. Troviamo poi l'ingresso della nuova modalità Grandi Campioni NBA che oltre al famoso Jordan, permette di rivivere le gesta di Larry Bird, Wilt Chamberlain, Kareem Abdul-Jabbar, Magic Johnson, Shaquille O'Neal e molti altri per un totale di 15 partite storiche dove troviamo filtri grafici, statistiche e regole caratteristiche del periodo.
Il nuovo Training Camp permette, grazie all'aiuto delle stelle NBA, di controllare a 360 gradi il giocatore imparando ogni movenza.
Visual Concepts ha snellito le meccaniche e i comandi del gioco; nonostante ciò il gameplay resta sempre piuttosto complesso. Migliorie alle strategie, all'IA e in generale alla fisicità aumentano la realisticità del gioco; troviamo anche pochi ma vincenti miglioramenti grafici (in particolare nei giocatori e nei palazzetti) e il pubblico che interagisce a seconda di quanto avviene nel gioco.

## Accoglienza
La rivista Play Generation diede alla versione per PlayStation 3 un punteggio di 93/100, apprezzando il sistema di gioco, la cura nei dettagli e la varietà di modalità di gioco disponibili e come contro la telecronaca in inglese e i tempi di caricamento eccessivi in alcuni frangenti, finendo per trovarlo il miglior simulatore di basket disponibile su PS3, definendolo un titolo che riusciva a unire giocabilità e realismo.
Massimo Reina di Multiplayer.it valutò la stessa versione assegnandole un 9.5, trovando come pregi i nuovi comandi che miglioravano il controllo dei propri giocatori, la IA ai massimi livelli, la fisica rivista verso l'alto ed il comparto online mentre come difetti la difesa sugli esterni da rivedere, l'impossibilità di utilizzare i team sbloccati in Grand Campioni NBA nelle partite online e il draft non aggiornato per via del lockout.